# منال عبد الصمد
منال عبد الصمد (28 مارس 1975 -) سيّاسية لُبنانيّة، شغلت منصب وزير الإعلام في حكومة حسان دياب منذ 21 يناير 2020 حتى 9 أغسطس 2020.

## حياتها الشخصية
ولدت في 28 مارس 1975 في عماطور - الشوف، متزوجة من يوسف نجد وأم لثلاثة أولاد، كارول، ريان، ورامي-جو، تتقن اللغات العربية، الإنكليزية، والفرنسية. كما أن منال عبدالصمد من الطائفة الدرزية. 

## التعليم
درست القوانين المالية في الجامعة الأمريكية في بيروت ، للفترة من 2004 إلى 2009 فحصلت على ماجستير إدارة الأعمال. تابعت دراساتها في جامعة باريس 1 - بانتيون سوربون في باريس (2010-2014) ، حيث حصلت على الدكتوراه في القانون.

## وظائفها
التحقت في عام 1997 بالعمل في وزارة المالية، وشغلت مركز رئيس مصلحة التدقيق والسياسات الضريبية، وفي عام 2000، عُيّنت عضواً في أول فريق عمل إحداث وتطبيق ضريبة القيمة المضافة في لبنان، وهي عضو في لجنة الاعتراضات على ضريبة القيمة المضافة منذ عام 2004، وعضو فاعل في انضمام لبنان إلى الاتفاقية المتعددة الأطراف لمنع تآكل وتهريب الأرباح وفق معايير منظمة التعاون الاقتصادي والتنمية ودول مجموعة العشرين، في عام 2016، اعتمدت خبير متخصص من صندوق النقد الدولي لتقييم الإدارات الضريبية في العالم، وكانت أول مهمة ميدانية لها في تونس (آذار 2018)، وهي أيضًا أستاذة محاضرة في الجامعة الأميركية في بيروت، وفي جامعة القديس يوسف، منذ عام 2009.

## وزيرة الإعلام
أصبحت وزيرة للإعلام في حكومة حسان دياب منذ كانون الثاني (يناير) 2020 ، باقتراح من الحزب الديمقراطي اللبناني كمرشحة له

### استقالتها من الحكومة
قدمت استقالتها من الحكومة، في 9 أغسطس 2020، استجابةً للمطالبات الشعبية بعد انفجار مرفأ بيروت، وجاء في بيان استقالتها:
«أريد أن أعتذر من اللبنانيين الذين لن نتمكن من تلبية طموحاتهم، ومطالب ثورة 17 تشرين، التغيير بقي بعيد المنال، وبما أن الواقع لم يطابق الطموح الذي كنا نسعى إليه، وبعد هول كارثة بيروت وانحناءً أمام آلام الجرحى وتجاوباً مع الإرادة الشعبية بالتغيير أتقدم باستقالتي من الحكومة اللبنانية»

## تكريمات
- درع من المعهد الوطني للإدارة عام 2008
- جائزة جمعية التكريم الدولية عام 2010